# Casa Pau de Barnola
La casa Pau de Barnola és un edifici situat al carrer dels Escudellers, 5-9 de Barcelona, catalogat com a Bé cultural d'interès local.

## Història
El 1847, Pau de Barnola i d'Espona va demanar permís per a construir un edifici de nova planta al carrer dels Escudellers, 9 segons el projecte del mestre d'obres Antoni Blanch. El 1852, el mateix propietari va presentar un projecte d'ampliació al núm. 7, signat per Joan Soler i Cortina, i el 1857 un altre al núm. 5, obra de Pau Martorell.

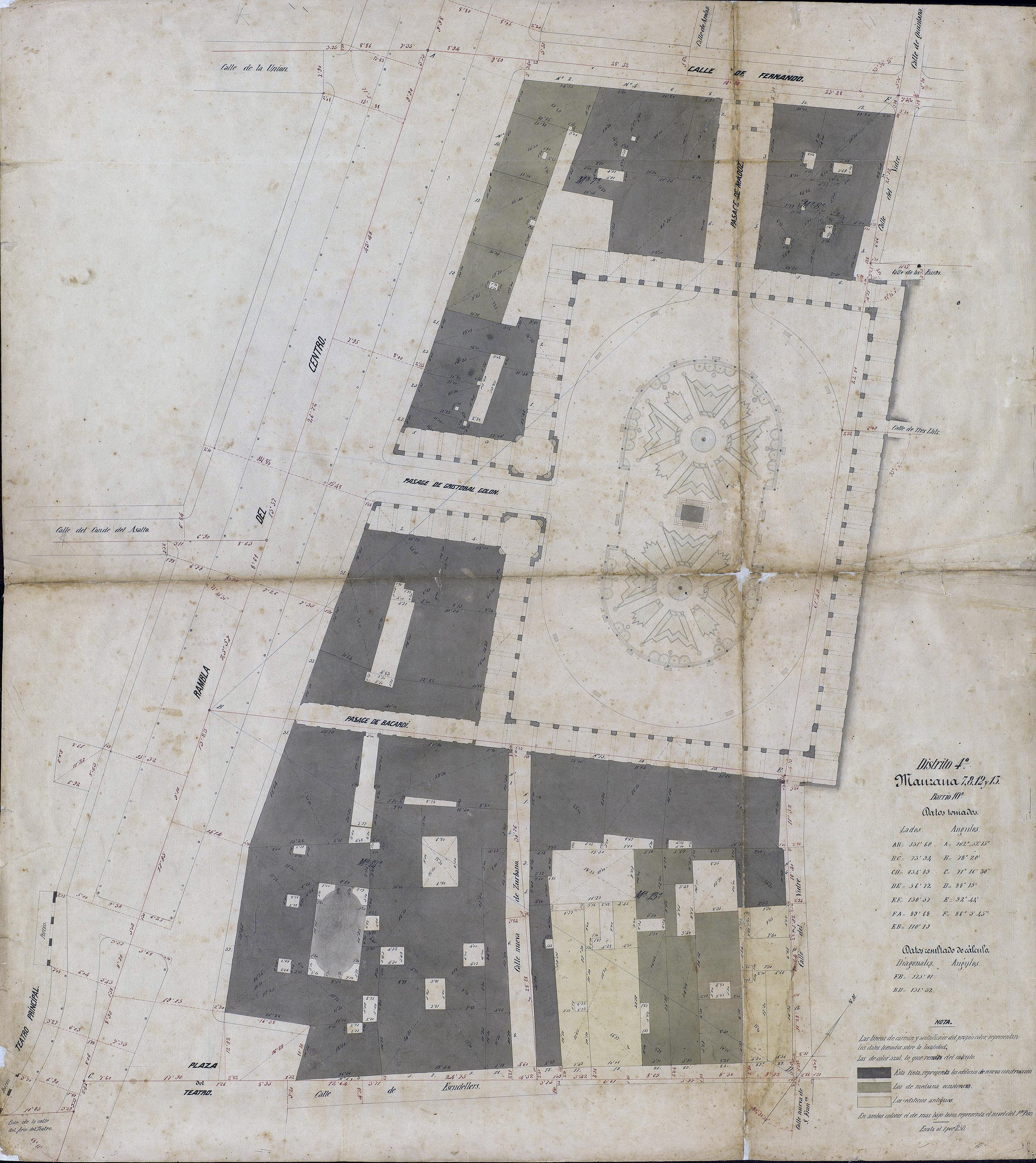
Quarteró núm. 116 de Garriga i Roca (c. 1860)

## Descripció
Es tracta d'un edifici d'habitatges de planta baixa i quatre pisos, cobert amb un terrat, amb un àtic retirat de la façana. S'organitza simètricament al voltant d'un pati central, que integra l'escala d'accés als pisos.
Té una planta baixa amb obertures rectangulars de grans dimensions, que funcionen com a locals. Per sobre d'aquesta, la façana té una composició d'obertures en cinc eixos verticals regularment repartits en l'espai. La planta primera disposa d'un balcó corregut amb barana metàl·lica al que s'obren grans balconeres. Sobre aquest element que fa de base unificadora reposen les plantes pis, lligades per un ordre de grans pilastres estriades amb capitells jònics que sostenen un gran entaulament, interromput de manera sobtada per les obertures del quart pis. Remata la composició de façana una cornisa classicista amb permòdols decorats amb coixinets i fulles d'acàcia d'inspiració barroca. El parament està fet amb carreus disposats regularment als baixos, i la resta amb un revestiment continu, amb l'excepció dels elements decoratius com capitells i pedestals que són de pedra.
Artísticament cal destacar el treball de la pedra i estuc que s'utilitza per crear la decoració de les façanes, sobretot les pilastres de triple alçada d'ordre jònic amb garlandes incorporades i els frisos nuus decorats únicament amb motllures. També són notables les complexes reixes de ferro de fosa de les baranes dels balcons i els permòdols decorats sota les llosanes.